# فریدریش لیندمان، ویکنت چرول اول
فریدریش لیندمان، ویکنت چرول اول (انگلیسی: Frederick Lindemann, 1st Viscount Cherwell؛ ۵ آوریل ۱۸۸۶ –۳ ژوئیهٔ ۱۹۵۷) یک سیاست‌مدار اهل بریتانیا بود.